# Daltonia
Daltonia là một chi rêu trong họ Daltoniaceae.